# Poliaenus batesi
Poliaenus batesi là một loài bọ cánh cứng trong họ Cerambycidae.